# Pacode
Pacode é uma panchayat (vila) no distrito de Kanniyakumari, no estado indiano de Tamil Nadu.

## Demografia
Segundo o censo de 2001,  Pacode  tinha uma população de 22,521 habitantes. Os indivíduos do sexo masculino constituem 51% da população e os do sexo feminino 49%. Pacode tem uma taxa de literacia de 76%, superior à média nacional de 59.5%: a literacia no sexo masculino é de 79% e no sexo feminino é de 72%. Em Pacode, 11% da população está abaixo dos 6 anos de idade.